# استانیسواوا تسلینسکا
استانیسواوا تسلینسکا (لهستانی: Stanisława Celińska) بازیگر و صداپیشه اهل لهستان است. او دختر استفان و باربارا تسلینسکی است. پدرش پیانیست و مادرش ویولونیست بود که در ارکستر خانه ارتش لهستان می‌نواختند.
از فیلم‌ها یا برنامه‌های تلویزیونی که وی در آن نقش داشته است، می‌توان به نامه به بابا نوئل ۳، بدون پنهان‌کاری، مادام کاملیا، دارکوب، رانندگان جایگزین، خودِ زندگی، شمش‌سازان، سال‌های شیرین، ایمان سست، یک قلب گرم، جسم خارجی، به تاخت، روزها و شب‌ها، مادران، خیابان فرعی ۴، حوزه استحفاظی ۱۳، کاتین، نبرد ورشو ۱۹۲۰، چشم‌انداز بعد از نبرد، یانا و دوشیزگان ویلکو اشاره کرد.